# Brett Goldstein
Pour les articles homonymes, voir Goldstein.
 (juin 2022).
La mise en forme du texte ne suit pas les recommandations de Wikipédia : il faut le « wikifier ».
Les points d'amélioration suivants sont les cas les plus fréquents. Le détail des points à revoir est peut-être précisé sur la page de discussion.
- Les titres sont pré-formatés par le logiciel. Ils ne sont ni en capitales, ni en gras.
- Le texte ne doit pas être écrit en capitales (les noms de famille non plus), ni en gras, ni en italique, ni en « petit »…
- Le gras n'est utilisé que pour surligner le titre de l'article dans l'introduction, une seule fois.
- L'italique est rarement utilisé : mots en langue étrangère, titres d'œuvres, noms de bateaux, etc.
- Les citations ne sont pas en italique mais en corps de texte normal. Elles sont entourées par des guillemets français : « et ».
- Les listes à puces sont à éviter, des paragraphes rédigés étant largement préférés. Les tableaux sont à réserver à la présentation de données structurées (résultats, etc.).
- Les appels de note de bas de page (petits chiffres en exposant, introduits par l'outil «  Source ») sont à placer entre la fin de phrase et le point final[comme ça].
- Les liens internes (vers d'autres articles de Wikipédia) sont à choisir avec parcimonie. Créez des liens vers des articles approfondissant le sujet. Les termes génériques sans rapport avec le sujet sont à éviter, ainsi que les répétitions de liens vers un même terme.
- Les liens externes sont à placer uniquement dans une section « Liens externes », à la fin de l'article. Ces liens sont à choisir avec parcimonie suivant les règles définies. Si un lien sert de source à l'article, son insertion dans le texte est à faire par les notes de bas de page.
- La présentation des références doit suivre les conventions bibliographiques. Il est recommandé d'utiliser les modèles {{Ouvrage}}, {{Chapitre}}, {{Article}}, {{Lien web}} et/ou {{Bibliographie}}. Le mode d'édition visuel peut mettre en forme automatiquement les références.
- Insérer une infobox (cadre d'informations à droite) n'est pas obligatoire pour parachever la mise en page.

Pour une aide détaillée, merci de consulter Aide:Wikification.
Si vous pensez que ces points ont été résolus, vous pouvez retirer ce bandeau et améliorer la mise en forme d'un autre article.
Brett Goldstein, né le 17 juillet 1980 à Sutton, Londres, est un acteur, humoriste et écrivain anglais.
Il est surtout connu pour avoir écrit et joué dans la série comique sportive Apple TV + Ted Lasso, pour laquelle il a reçu le Primetime Emmy Award du meilleur acteur dans un second rôle dans une série comique pour les deux premières saisons de la série,.

## Jeunesse
Brett Goldstein est né le 17 juillet 1980 à Sutton, Londres, dans une famille juive britannique.
Après avoir été diplômé de l'école, il a suivi des cours de théâtre à l'université de Warwick, dont il a obtenu un diplôme en Feminist film theory (en).
Peu de temps après, il a brièvement déménagé à Marbella, en Espagne, pour travailler dans un club de strip-tease que son père a acheté pendant une crise de la quarantaine. Goldstein a ensuite transformé l'expérience en un spectacle d'humour intitulé « Brett Goldstein a grandi dans un club de strip-tease », qui a été présenté au Edinburgh Fringe Festival.

## Carrière
Il est apparu dans la comédie Drifters de Channel 4. Il est également apparu dans la comédie dramatique de Channel 4 Derek en tant que Tom. Il a écrit The Catherine Tate Live Show avec Catherine Tate et a écrit et interprété quatre spectacles de stand-up en solo. Il a remporté le BIFA 2016 du meilleur acteur dans un second rôle pour son rôle de Brendan dans le film Adult Life Skills.
En 2018, il a lancé le podcast Films to Be Buried With, mettant en vedette des invités parlant de films qui ont été importants dans leur vie.
A partir de 2020, il co-écrit et joue dans la série d'Apple TV +, Ted Lasso, avec Jason Sudeikis. Emily Zemler de Rolling Stone a déclaré qu'« il ressentait une telle parenté avec ce dur à cuire stoïque, en fait, qu'il a envoyé par e-mail une audition auto-enregistrée de cinq scènes à l'équipe de production. Les bandes, qui comprenaient la scène « Si je n'entends pas le silence, je vais commencer à frapper des bites » du pilote, ont fini par lui marquer le rôle. Le reste appartient à l'histoire ».
Il a ensuite remporté le Writers Guild of America Award for Television: Comedy Series à la 73e Writers Guild of America Awards et a reçu un Primetime Emmy Award du meilleur second rôle masculin dans une série comique en 2021 avec cette série.
En collaboration avec l'écrivain Black Mirror Will Bridges, il a créé et écrit la série d'anthologie en six parties Soulmates pour AMC, basée sur leur court métrage For Life de 2013,. La série a été créée sur AMC le 5 octobre 2020,. Le casting comprend Sarah Snook, Malin Akerman, Betsy Brandt, JJ Feild et Charlie Heaton.

## Filmographie

### Cinéma

#### Longs métrages
- 2005 : Wish You Were Here de Darryn Welch : Robert Dunsmore jeune
- 2009 : Slave de Darryn Welch : Robert Dunsmore jeune
- 2012 : The Knot de Jesse Lawrence : Albert
- 2012 : The Comedian de Tom Shkolnik : Le comédien
- 2013 : Everyone's Going to Die de Max Barron et Jones : Richard
- 2014 : The Hooligan Factory de Nick Nevern : Mr Burrows
- 2015 : Howl de Paul Hyett : David
- 2015 : SuperBob de Jon Drever : Bob Kenner
- 2015 : Legacy de Davie Fairbanks et Marc Small : Mr Harrowgate
- 2016 : Adult Life Skills de Rachel Tunnard : Brendan
- 2018 : Wild Honey Pie! de Jamie Adams : Matt
- 2022 : Thor: Love and Thunder de Taika Waititi : Hercule
- 2024 : Garfield : Héros malgré lui (The Garfield Movie) de Mark Dindal : Roland
- 2025 : All of You de William Bridges : Simon
- 2025 : Sprunki : Le film de Alexander Sandoval Tapia : Jevin

#### Courts métrages
- 2003 : Section Eight de Rishi Opel : Détective Ross
- 2005 : Thicker Than Water de Chris Coldham : Michael
- 2005 : The Rope de Philippe Andre : L'homme
- 2009 : SuperBob de Jon Drever : Bob Kenner
- 2013 : For Life de William Bridges : Simon
- 2013 : Tattooed de John Michell : Dave
- 2016 : Bullet to the Heart de Jon Drever : Steve
- 2018 : F*ck de Danny Morgan : Adam

### Télévision

#### Séries télévisées
- 2009 : The Bill : Miles Jared
- 2012 - 2014 : Derek : Tom
- 2013 : Common Ground : Lawrence
- 2013 : Love Matters : Jason
- 2013 - 2016 : Drifters : Scott
- 2014 : Cuckoo : Le policier
- 2014 - 2017 : Uncle : Casper
- 2015 : Undercover : Christophe
- 2015 : Catherine Tate's Nan : Jonathan
- 2015 - 2016 : Hoff the Record : Danny Jones
- 2016 - 2017 : Drunk History : Robert Dudley / James Garfield
- 2018 : Doctor Who : Astos
- 2020 - 2023 : Ted Lasso : Roy Kent
- 2021 : Robot Chicken : Tony Stark (voix)
- 2023 : Harley Quinn : Lui-même (voix)
- 2024 : Shrinking : Louis
- 2024 : Fraggle Rock : L'aventure continue (Fraggle Rock: Back to the Rock) : Pryce Fraggle (voix)
- 2025 : Love, Death and Robots : Toilet (voix)

### Scénariste
- 2005 : Wish You Were Here de Darryn Welch
- 2009 : Slave de Darryn Welch
- 2012 : Ronna and Beverly (6 épisodes)
- 2012 : 4Funnies (saison 1, épisode 3)
- 2013 : For Life de William Bridges (court métrage)
- 2015 : SuperBob de Jon Drever
- 2015 : Catherine Tate's Nan (saison 1, épisodes 1 et 2)
- 2016 : Bullet to the Heart de Jon Drever (court métrage)
- 2020 : Soulmates (6 épisodes)
- 2020 - 2023 : Ted Lasso (13 épisodes)
- 2022 : The Nan Movie de Josie Rourke
- 2023 - 2024 : Shrinking (22 épisodes)
- 2025 : All of You de William Bridges

### Producteur exécutif
- 2020 : Soulmates (6 épisodes)
- 2020 - 2023 : Ted Lasso (23 épisodes)
- 2023 - 2024 : Shrinking (22 épisodes)
- 2024 : Idiomatic de Phil Dunster (court métrage)

#### Producteur
- 2025 : All of You de William Bridges

## Distinctions
| Année | Décerner                                                         | Catégorie                                                                | Œuvre             | Résultat   | Réf.   |
| ----- | ---------------------------------------------------------------- | ------------------------------------------------------------------------ | ----------------- | ---------- | ------ |
| 2016  | British Independent Film Awards                                  | Meilleur second rôle                                                     | Adult Life Skills | Lauréat    | [ 13 ] |
| 2021  | Prix du Derby d'or                                               | Comédie, Second rôle                                                     | Ted Lasso         | Nomination | [ 14 ] |
| 2021  | Prix de la télévision de l'Association des critiques d'Hollywood | Meilleur acteur dans un second rôle dans une série en streaming, comédie | Ted Lasso         | Lauréat    | [ 15 ] |
| 2021  | Prix internationaux du cinéma en ligne                           | Meilleur acteur dans un second rôle dans une série comique               | Ted Lasso         | Lauréat    |        |
| 2021  | Screen Actors Guild Awards                                       | Performance exceptionnelle d'un ensemble dans une série comique          | Ted Lasso         | Nomination | [ 16 ] |
| 2021  | Primetime Emmy Awards                                            | Acteur de soutien exceptionnel dans une série comique                    | Ted Lasso         | Lauréat    |        |
| 2021  | Writers Guild of America Awards                                  | Télévision: série comique                                                | Ted Lasso         | Lauréat    | [ 17 ] |
| 2021  | Writers Guild of America Awards                                  | Télévision: nouvelle série                                               | Ted Lasso         | Lauréat    |        |
| 2022  | Critics' Choice Television Awards                                | Meilleur acteur dans un second rôle dans une série comique               | Ted Lasso         | Lauréat    |        |
| 2022  | Golden Globe Awards                                              | Meilleur acteur dans un second rôle - série, mini-série ou téléfilm      | Ted Lasso         | Nomination |        |
| 2022  | Screen Actors Guild Awards                                       | Performance exceptionnelle d'un acteur masculin dans une série comique   | Ted Lasso         | Nomination |        |
| 2022  | Screen Actors Guild Awards                                       | Performance exceptionnelle d'un ensemble dans une série comique          | Ted Lasso         | Lauréat    |        |